# 方南町站
方南町站（日语：／ Hōnanchō eki */?）是位於日本東京都杉並區堀之內一丁目，屬於東京地下鐵丸之內線（支線）的鐵路車站，亦為支線的終點站。車站編號是Mb 03（至2016年11月中旬以前是m 03）。

## 歷史
- 1962年（昭和37年）3月23日：中野富士見町站至此站間延伸通車，同時作為帝都高速度交通營團（營團地下鐵）荻窪線支線車站啟用。
- 1972年（昭和47年）4月1日：荻窪線支線改稱丸之內線支線。
- 2004年（平成16年）
  - 4月1日：營團地下鐵民營化。此站由東京地下鐵繼承。
  - 5月8日：月台閘門開始運作[3]。
- 2016年（平成28年）
  - 11月：為提升訪日外國旅客的便利性，車站編號從m改為Mb（Marunouchi branch line）[2]。
- 2017年（平成29年）12月9日：啟用3a、3b出入口和升降機。
- 2018年（平成30年）
  - 5月26日：因應此站月台延伸工程實施時刻表改點，此日起暫停使用2號月台[4]。
  - 9月8日：重啟翻新期間暫時封閉的1號出入口。
  - 9月22日：2號月台恢復使用。1號月台暫時停用[4]。
- 2019年（平成31年）1月26日：1號月台恢復使用[5]。月台延長工程結束[5]。

## 車站構造
方南町站是東京地下鐵中少數未與其他地下鐵及鐵道路線接續的獨立終點站。過去營團時代有許多獨立終點站，但隨著路線延長陸續變為中途站或與其他路線接續，現在除本站外僅有千代田線（北綾瀨支線）北綾瀨站同是獨立終點站。
本站是一個以港灣式月台1面2線構成的地下車站。1號出入口（西口）是環七通（東京都道318號環狀七號線）與方南通（東京都道14號新宿國立線）交會處，2號出入口（東口）位於方南通方南二丁目。
月台有效長度為110公尺，比本線6輛編組列車全長108公尺還長，但因設有止衝擋因此有效長度不及列車全長。可動式月台門僅設於中野坂上側3輛列車的位置，其餘部分設置柵欄。設置月台門以前，為確保止衝擋的安全距離，中野坂上側設有停止位置目標。
進站的列車使用專用的3輛編組。
2012年度事業計畫公布計畫將月台有效長度延伸至6輛編組，規劃於2016年度末完成。
廁所位於1號出入口（西口）側。2016年左右開始規劃設置電扶梯與電梯等無障礙設施。
2013年起，戰隊風裝扮的「嬰兒車搬運戰士」（ベビーカーおろすんジャー）不定期在車站協助搬運嬰兒車與重物上下樓梯。該志願性活動吸引了國內外媒體採訪。
由於「嬰兒車搬運戰士」活動是不定期舉行，2013年9月起，車站配置警備員協助搬運行李。

### 月台配置
| 月台 | 路線     | 目的地                   | 備註                   |
| ---- | -------- | ------------------------ | ---------------------- |
| 1、2 | 丸之內線 | 中野坂上、荻窪、池袋方向 | 荻窪方向於中野坂上轉乘 |

（來源：東京地下鐵:構內圖 （页面存档备份，存于））

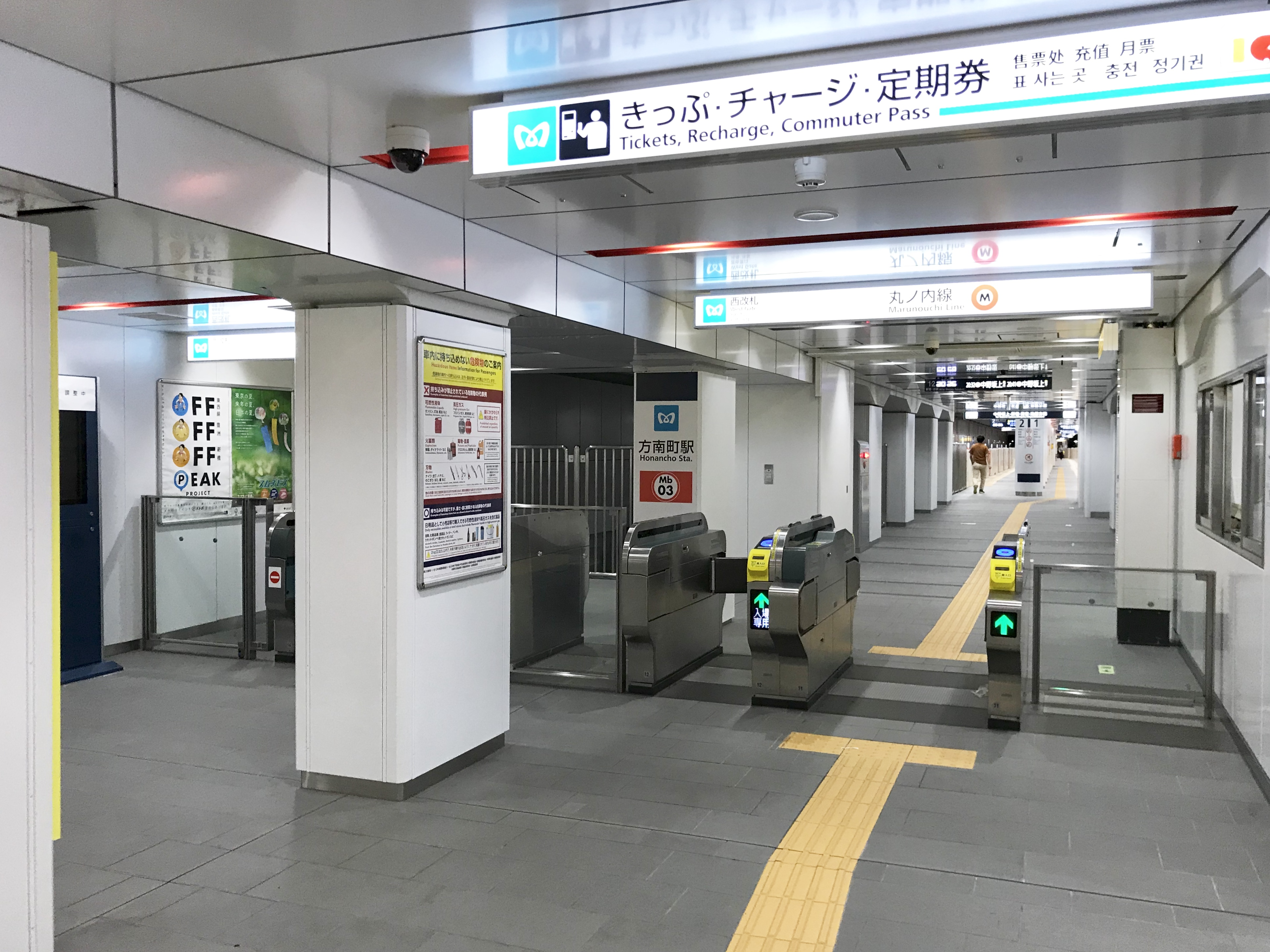
翻修後的西剪票口、月台（2019年8月5日）
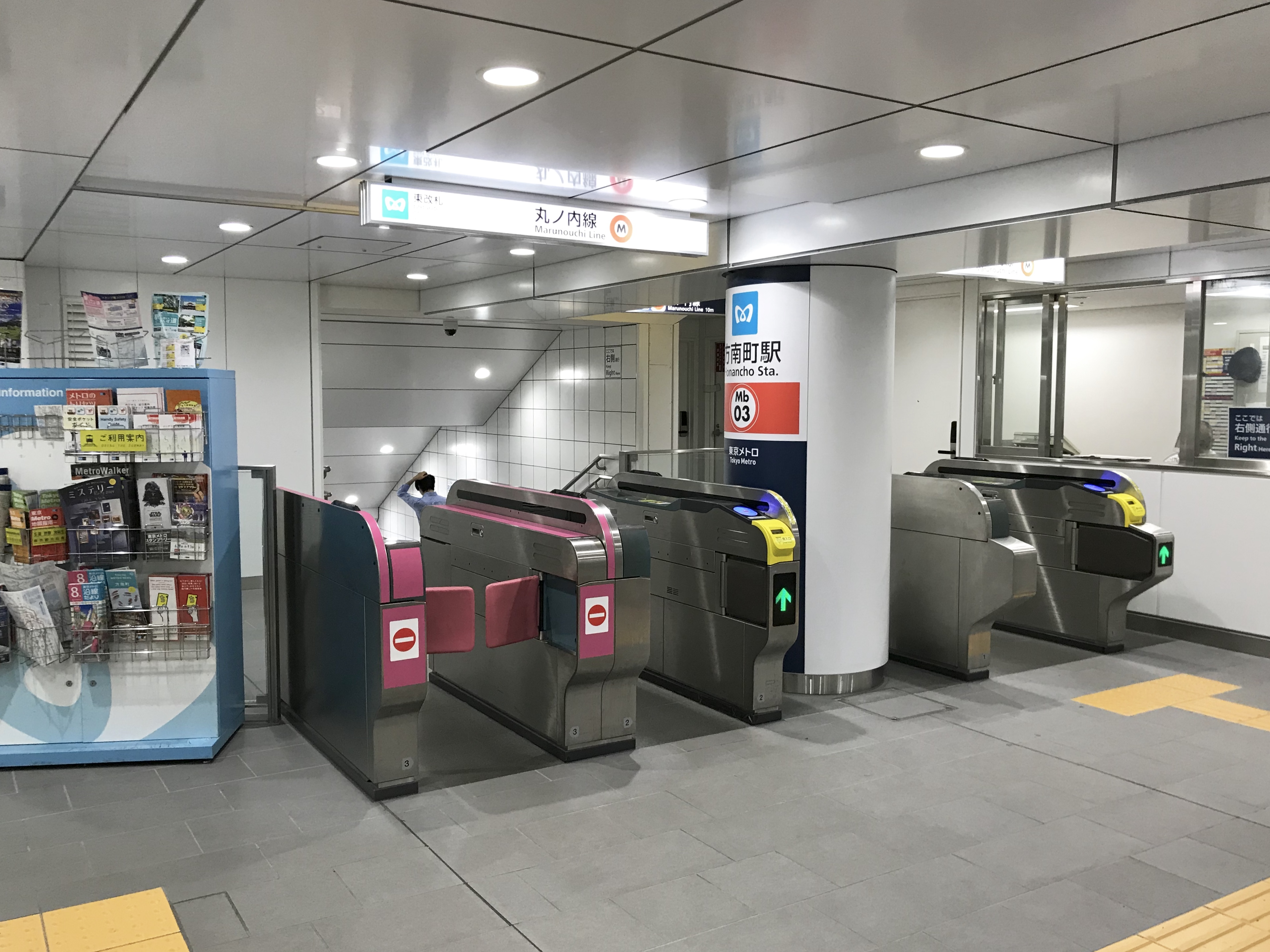
翻修後的東剪票口（2019年8月5日）
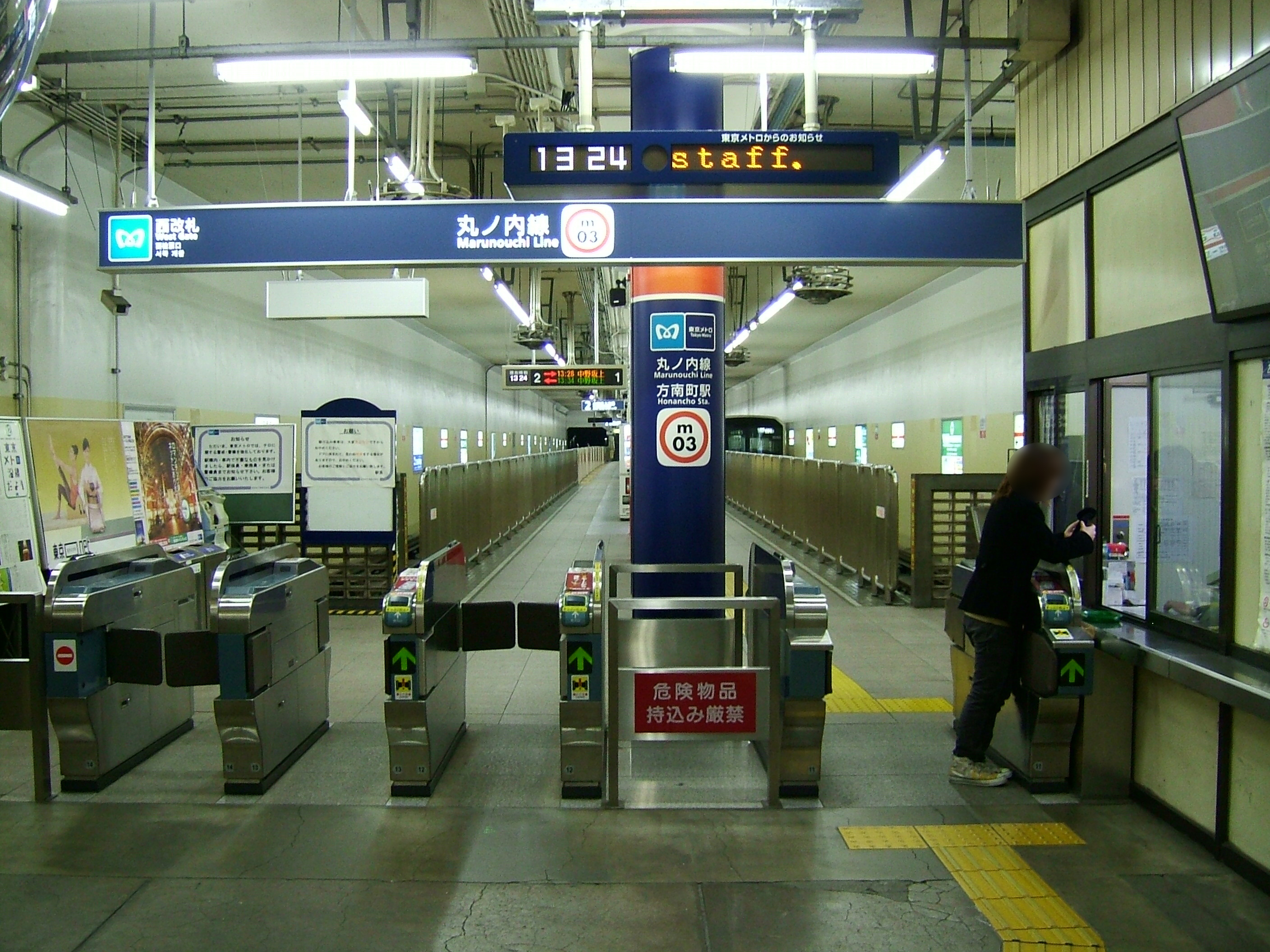
翻修前的西剪票口、月台（2006年12月）
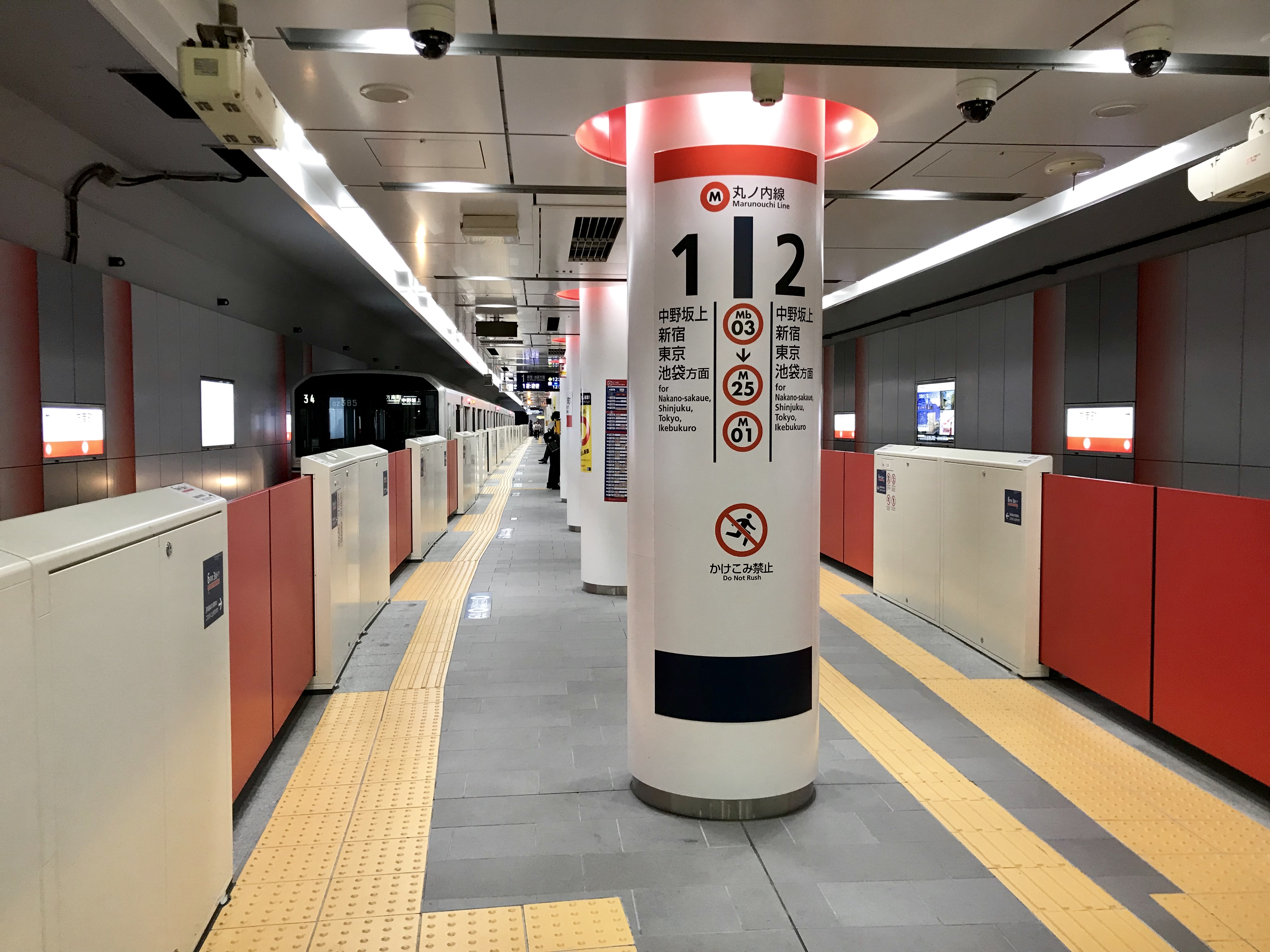
翻修後的月台（2019年8月8日）
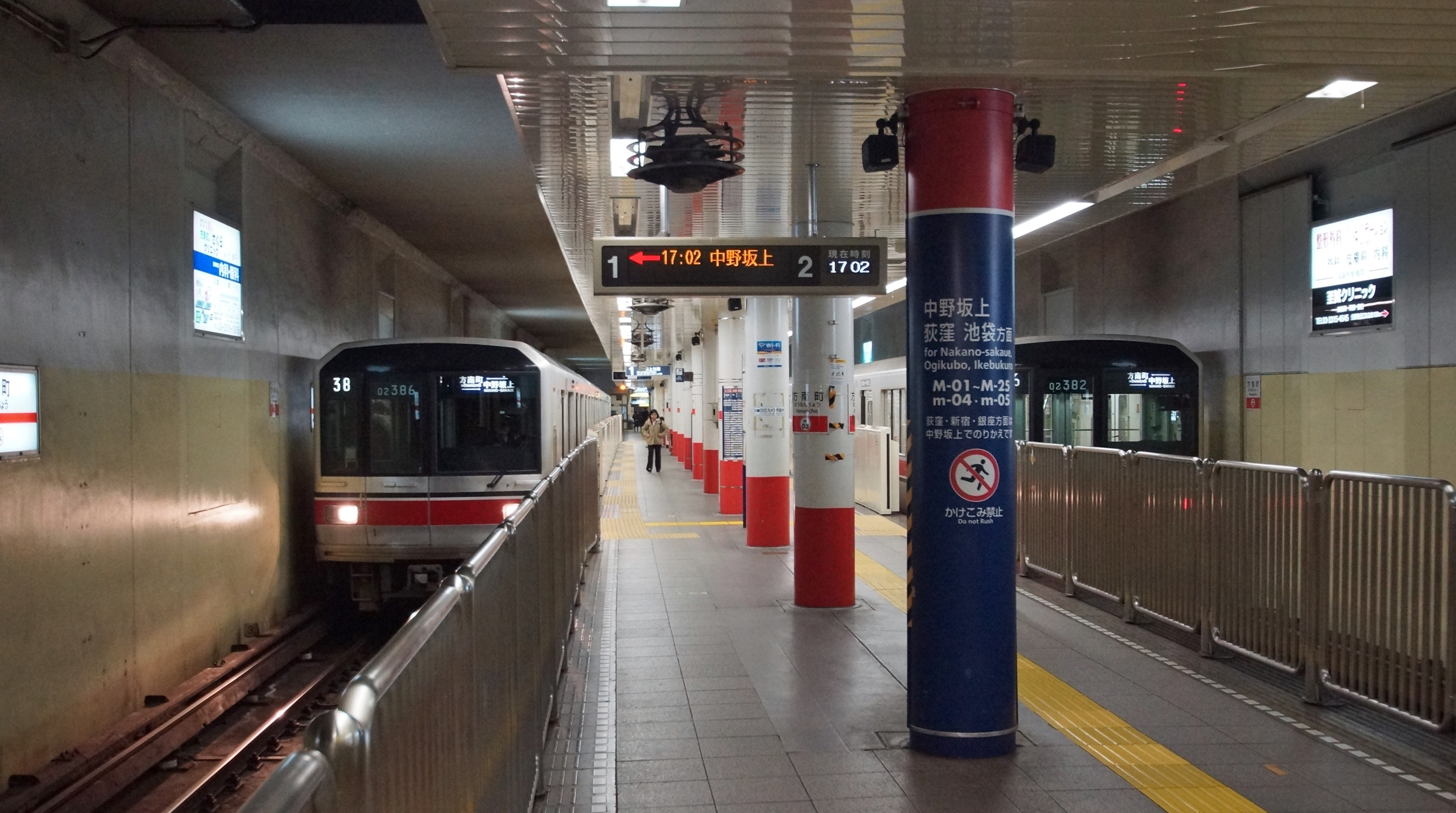
翻修前的月台（2013年11月）
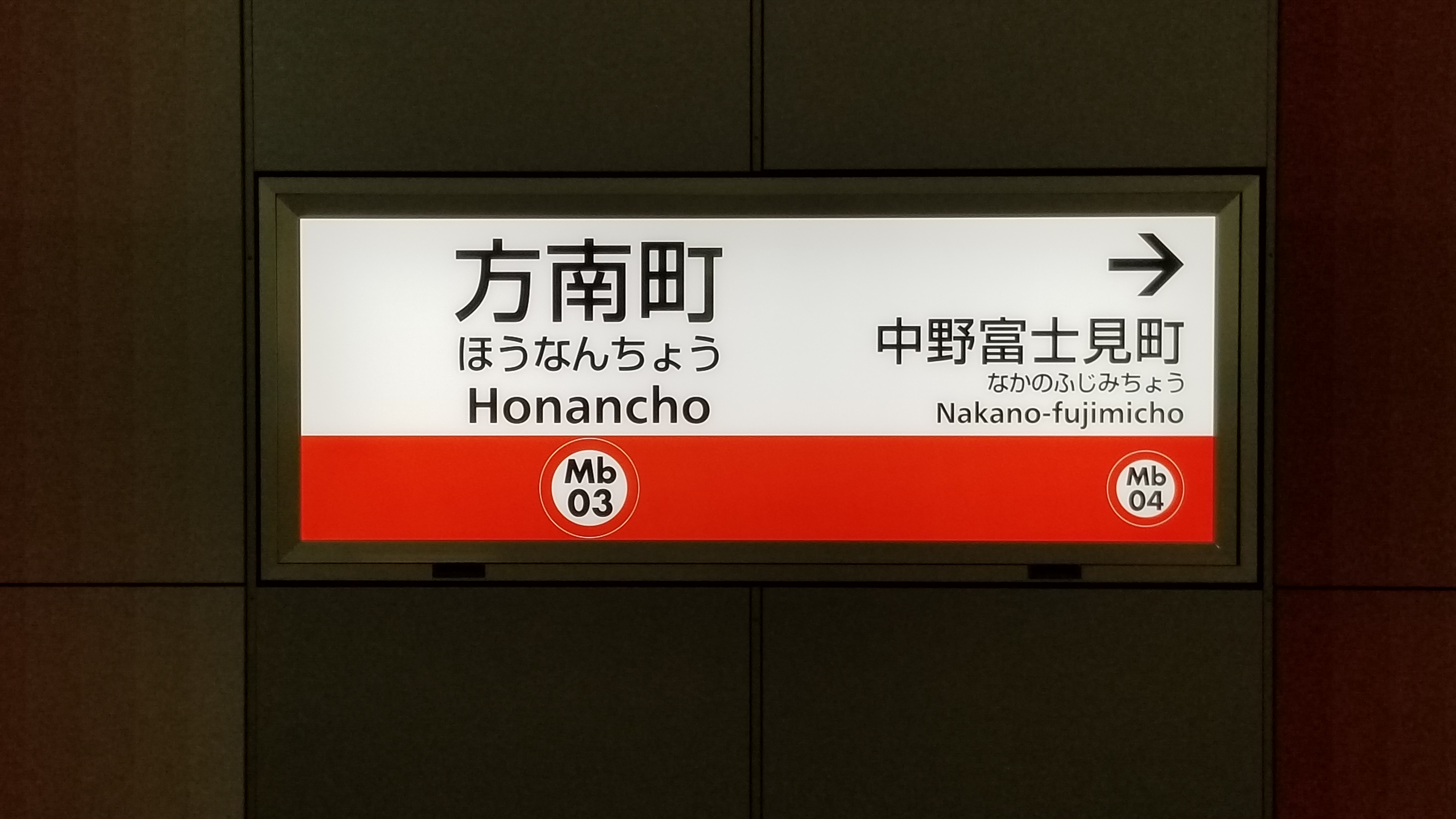
站名牌（2018年9月）
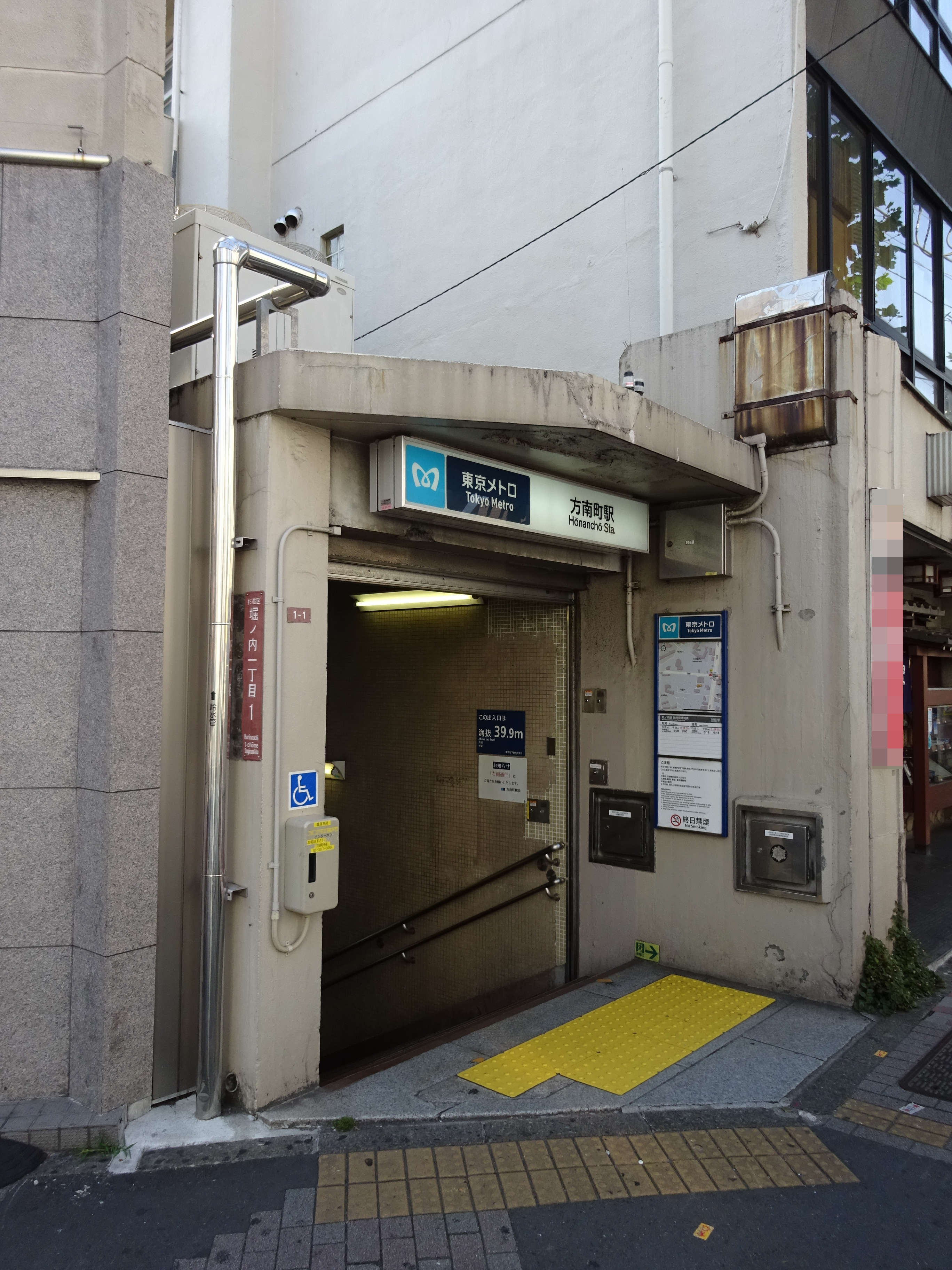
翻修前的1號出入口（2016年6月）
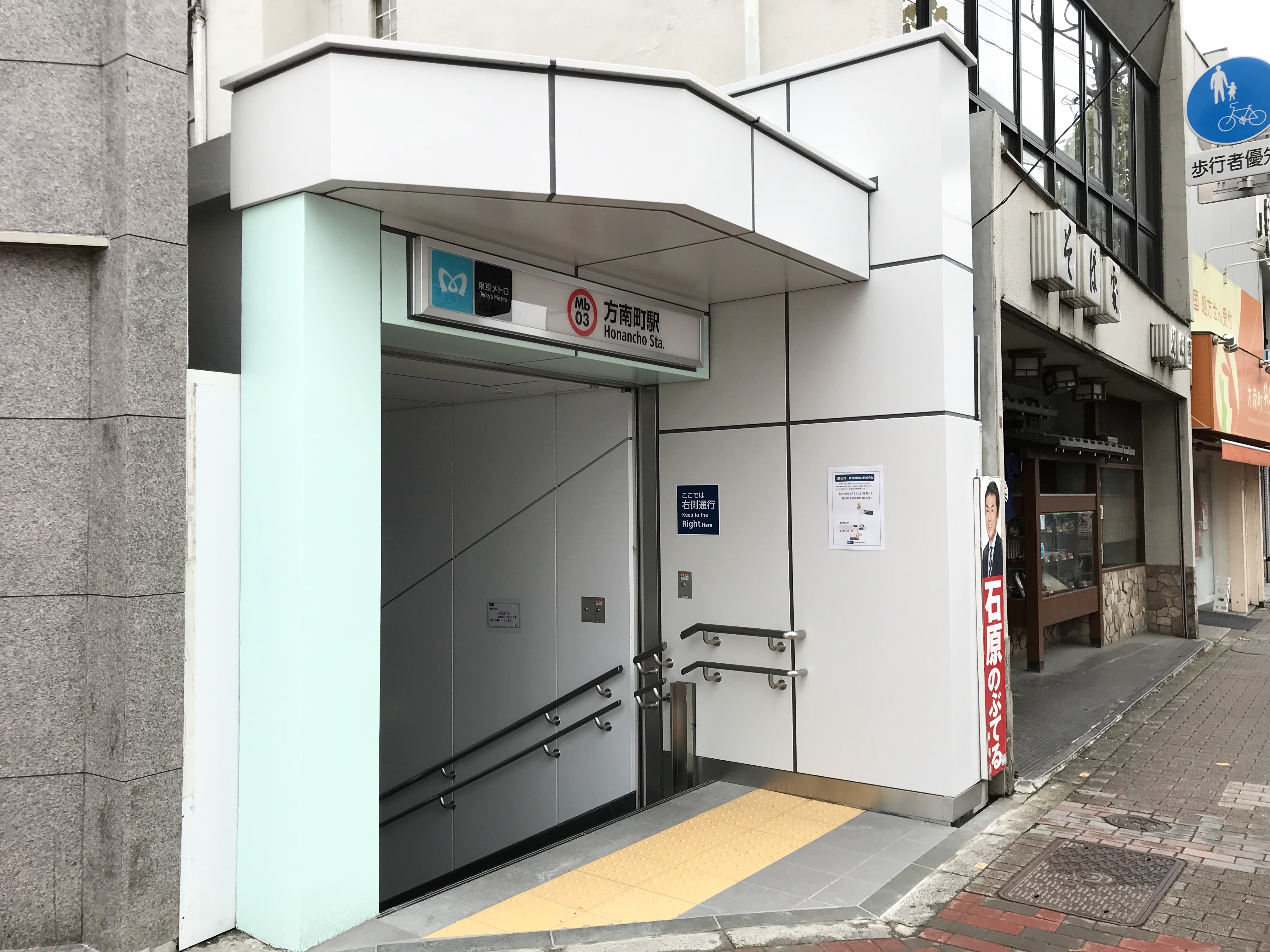
翻修後的1號出入口（2018年9月14日）

## 利用狀況
2017年度1日平均上下車人次為37,224人，東京地下鐵全部130個車站當中排名第101位。
近年1日平均上下車、上車人次變化如下表。
| 年度               | 1日平均 上下車人次 | 1日平均 上車人次 | 來源     |
| ------------------ | ------------------ | ---------------- | -------- |
| 1992年（平成04年） |                    | 17,175           | [ * 1 ]  |
| 1993年（平成05年） |                    | 16,945           | [ * 2 ]  |
| 1994年（平成06年） |                    | 16,655           | [ * 3 ]  |
| 1995年（平成07年） | 31,490             | 16,281           | [ * 4 ]  |
| 1996年（平成08年） | 31,178             | 16,126           | [ * 5 ]  |
| 1997年（平成09年） | 30,879             | 15,923           | [ * 6 ]  |
| 1998年（平成10年） | 31,157             | 16,079           | [ * 7 ]  |
| 1999年（平成11年） | 30,300             | 15,844           | [ * 8 ]  |
| 2000年（平成12年） | 30,681             | 15,989           | [ * 9 ]  |
| 2001年（平成13年） | 31,341             | 16,233           | [ * 10 ] |
| 2002年（平成14年） | 31,281             | 16,088           | [ * 11 ] |
| 2003年（平成15年） | 31,026             | 15,956           | [ * 12 ] |
| 2004年（平成16年） | 31,055             | 15,808           | [ * 13 ] |
| 2005年（平成17年） | 31,442             | 15,975           | [ * 14 ] |
| 2006年（平成18年） | 31,418             | 15,948           | [ * 15 ] |
| 2007年（平成19年） | 31,447             | 15,948           | [ * 16 ] |
| 2008年（平成20年） | 30,946             | 15,685           | [ * 17 ] |
| 2009年（平成21年） | 31,105             | 15,808           | [ * 18 ] |
| 2010年（平成22年） | 31,360             | 15,882           | [ * 19 ] |
| 2011年（平成23年） | 31,095             | 15,742           | [ * 20 ] |
| 2012年（平成24年） | 32,060             | 16,153           | [ * 21 ] |
| 2013年（平成25年） | 33,335             | 16,153           | [ * 22 ] |
| 2014年（平成26年） | 33,904             | 16,819           | [ * 23 ] |
| 2015年（平成27年） | 35,001             | 17,587           | [ * 24 ] |
| 2016年（平成28年） | 36,335             | 18,227           | [ * 25 ] |
| 2017年（平成29年） | 37,224             |                  |          |

## 車站周邊
- 方南通（東京都道14號新宿國立線）
- 環七通（東京都道318號環狀七號線）
- 善福寺川（日语：善福寺川）
- 神田川
- 杉並區和泉保健中心
- 杉並區方南會館
- 杉並區立方南圖書館
- 立正佼成會
  - 普門館
  - 附屬佼成醫院（日语：立正佼成会附属佼成病院）
- 佼成學園中學校、高等學校（日语：佼成学園中学校・高等学校）
- 專修大學附屬高等學校（日语：専修大学附属高等学校）
- 杉並區立濟美教育中心
  - 杉並區立濟美養護學校
- 杉並方南二郵便局
- 杉並聖堂前郵便局
- 杉並堀之內郵便局
- 河北復健醫院（日语：河北総合病院）
- 瑞穗銀行方南町支店
- 善美的超市和泉店
- 島忠 HOME'S（日语：島忠）中野本店
- 方南銀座商店街

### 路線巴士
1號出入口（西口）鄰近「方南町站」巴士站（方南通）與「方南八幡通」巴士站（環七通），2號出入口（東口）鄰近「峯」巴士站（方南通）。未特別註記的皆由京王巴士東運行。

### 方南町站
- 宿33系統：往新宿站西口／往永福町
- 中71系統：往中野站／往永福町
- 永70系統：往佼成會聖堂前／往永福町

部分班次往阿佐谷站。

### 方南八幡通
- 澀66系統（都營、京王）：往澀谷站／往阿佐谷站。部分班次往杉並車庫（都營）。
- 宿91系統（都營）：往新宿站西口／往新代田站

### 峯
- 宿33系統：往新宿站西口／往永福町

## 相鄰車站
東京地下鐵
 丸之內線
方南町（Mb 03）－中野富士見町（Mb 04）

### 來源
東京都統計年鑑
1. ↑  .   [2017-03-11]. （原始内容存档于2013-08-15）.
2. ↑  .   [2017-03-11]. （原始内容存档于2013-02-03）.
3. ↑  .   [2017-03-11]. （原始内容存档于2013-02-03）.
4. ↑  .   [2017-03-11]. （原始内容存档于2013-02-03）.
5. ↑  .   [2017-03-11]. （原始内容存档于2013-02-03）.
6. ↑  .   [2017-03-11]. （原始内容存档于2016-03-04）.
7. ↑  東京都統計年鑑（平成10年）PDF
8. ↑  東京都統計年鑑（平成11年）PDF
9. ↑  .   [2017-03-11]. （原始内容存档于2016-03-04）.
10. ↑  .   [2017-03-11]. （原始内容存档于2016-03-04）.
11. ↑  .   [2017-03-11]. （原始内容存档于2017-07-29）.
12. ↑  .   [2017-03-11]. （原始内容存档于2017-07-29）.
13. ↑  .   [2017-03-11]. （原始内容存档于2017-07-29）.
14. ↑  .   [2017-03-11]. （原始内容存档于2017-07-29）.
15. ↑  .   [2017-03-11]. （原始内容存档于2017-07-29）.
16. ↑  .   [2017-03-11]. （原始内容存档于2017-07-29）.
17. ↑  .   [2017-03-11]. （原始内容存档于2017-07-29）.
18. ↑  .   [2017-03-11]. （原始内容存档于2016-03-26）.
19. ↑  .   [2017-03-11]. （原始内容存档于2016-03-27）.
20. ↑  .   [2017-03-11]. （原始内容存档于2016-03-25）.
21. ↑  .   [2017-03-11]. （原始内容存档于2016-03-27）.
22. ↑  .   [2017-03-11]. （原始内容存档于2016-03-27）.
23. ↑  .   [2017-03-11]. （原始内容存档于2017-07-30）.
24. ↑  .   [2019-01-06]. （原始内容存档于2018-11-09）.
25. ↑  .   [2019-01-06]. （原始内容存档于2019-05-02）.

## 外部連結
- 方南町/Mb03 | 路線・車站資訊 | 東京地下鐵